# Viktor Hartmann

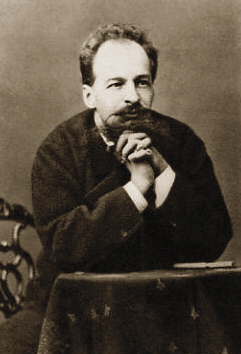
Viktor Hartmann

Viktor Aleksandrovitsj Hartmann (Russisch: Виктор Александрович Гартман) (Sint-Petersburg, 5 mei 1834 - Kirejevo, 4 augustus 1873) was een Russisch architect, beeldhouwer en kunstschilder.
Hartmann raakte in 1870 bevriend met Modest Moessorgski. Beiden waren op zoek naar Russische motieven in de kunst. Het overlijden van Hartmann raakte Moessorgski zeer en inspireerde hem tot een van zijn bekendste werken: De schilderijententoonstelling waarin Hartmanns schilderijen centraal staan.

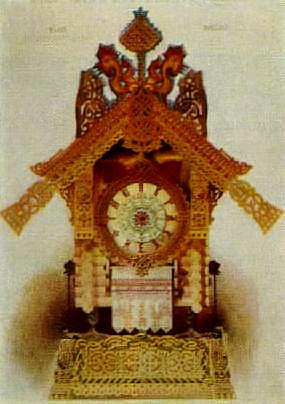
Een klok in de vorm van de hut van Baba Jaga